# 1981 w nauce

## Zmarli
- 1 stycznia – Kazimierz Michałowski, polski archeolog

## Nauki przyrodnicze i ścisłe

### Astronomia
- Riccardo Giacconi – Nagroda Henry Norris Russell Lectureship oraz Dannie Heineman Prize for Astrophysics przyznawane przez American Astronomical Society.

### Matematyka
- udowodnienie twierdzenia Eltona-Odella

## Nagrody Nobla
- Fizyka – Nicolaas Bloembergen, Arthur Leonard Schawlow, Kai M. Siegbahn
- Chemia – Ken’ichi Fukui, Roald Hoffmann
- Medycyna – Roger Wolcott Sperry, David Hunter Hubel, Torsten Wiesel